# 1930-as vívó-világbajnokság
Az 1930-as vívó-világbajnokság – eredetileg Európa-bajnokságként – a nyolcadik világbajnokság volt a vívás történetében, és Liège-ben, Belgiumban rendezték meg. Hét versenyszámban avattak világbajnokot.
A Nemzetközi Vívószövetség (FIE) 1937-ben ismerte el világbajnokságokként az Európában 1921-től 1936-ig évente megrendezett nemzetközi vívóbajnokságokat, így lett utólag ez a verseny a nyolcadik világbajnokság.

## Éremtáblázat
*   Rendező nemzet
  *   Magyarország
| Helyezés | Nemzet         | Arany | Ezüst | Bronz | Összesen |
| -------- | -------------- | ----- | ----- | ----- | -------- |
| 1.       | Olaszország    | 2     | 5     | 1     | 8        |
| 3.       | Magyarország   | 2     | 1     | 1     | 4        |
| 4.       | Belgium        | 2     | 0     | 1     | 3        |
| 2.       | Franciaország  | 1     | 1     | 2     | 4        |
| 5.       | Nagy-Britannia | 0     | 0     | 1     | 1        |
| 5.       | Lengyelország  | 0     | 0     | 1     | 1        |
| Összesen | Összesen       | 7     | 7     | 7     | 21       |

## Eredmények

### Férfi
| Versenyszám      | Arany | Ezüst | Bronz |
| ---------------- | --- | --- | --- |
| Tőr egyéni       | Giulio Gaudini · Olaszország                                                                                         | Gustavo Marzi · Olaszország                                                                                                  | Gioacchino Guaragna · Olaszország                                                                                                   |
| Párbajtőr egyéni | Philippe Cattiau · Franciaország                                                                                     | Alfredo Pezzana · Olaszország                                                                                                | André Rossignol · Franciaország |
| Kard egyéni      | Piller György · Magyarország                                                                                         | Petschauer Attila · Magyarország                                                                                             | Doros György · Magyarország |
| Tőr csapat       | Olaszország · Giulio Gaudini · Gioacchino Guaragna · Gustavo Marzi · Ugo Pignotti · Saverio Ragno · Rodolfo Terlizzi | Franciaország · René Bougnol · Philippe Cattiau · Jacques Coutrot · Edward Gardère · René Lemoine                            | Belgium · Raymond Bru · Georges de Bourguignon · Max Janlet · Pierre Pêcher · Robert T’Sas · Édouard Yves                           |
| Párbajtőr csapat | Belgium · Émile Barbier · Xavier De Beukelaer · Charles Debeur · Charles Delporte · Willy Osterrieth · Léon Tom      | Olaszország · Carlo Agostoni · Giancarlo Cornaggia-Medici · Renzo Minoli · Alfredo Pezzana · Saverio Ragno · Franco Riccardi | Franciaország · André Baur · Philippe Cattiau · André Labatut · Jean Lacroix · André Rossignol · Bernard Schmetz                    |
| Kard csapat      | Magyarország · Garay János · Glykais Gyula · Gombos Sándor · Petschauer Attila · Piller György · Rády József         | Olaszország · Renato Anselmi · Arturo De Vecchi · Giulio Gaudini · Gustavo Marzi · Alfredo Pezzana · Emilio Salafia          | Lengyelország · Tadeusz Friedrich · Kazimierz Laskowski · Leszek Lubicz-Nycz · Adam Papée · Władysław Segda · Kazimierz Szempliński |

### Női
| Versenyszám | Arany                  | Ezüst                           | Bronz                              |
| ----------- | ---------------------- | ------------------------------- | ---------------------------------- |
| Tőr egyéni  | Jenny Addams · Belgium | Germana Schwaiger · Olaszország | Mary Ann Venables · Nagy-Britannia |